# Колпачкевич, Михаил
Михаи́л Колпачке́вич (пол. Michał Kołpaczkiewicz; 1785—1829) — польский переводчик и поэт.
Работал преподавателем немецкого языка в Волынском лицее в Кременце. Известен переводом «Мессиады» Фридриха Готлиба Клопштока на польский язык, опубликованным в 1816 году. Также автор ряда стихотворений, напечатанных в Dziennik Wileński. В 1823 году в Кременце был опубликован сборник его произведений под названием Wypisy niemieckie (с пол. — «Немецкие отрывки»).